# Jean-Marie Teno
Jean-Marie Teno (14 maggio 1954) è un regista camerunese.

## Biografia
Nato in Camerun. Si trasferisce in Francia nel 1978 per frequentare la Facoltà di Comunicazione audiovisiva. Nel 1983 realizza il suo primo documentario, Schubbah. Fonda Les Films du Raphia, casa di produzione e distribuzione nata dall'esigenza di produrre e distribuire i propri film. Ha ottenuto con i successivi documentari riconoscimenti nei più prestigiosi festival internazionali.

## Filmografia
- 1983 - Schubbah, doc
- 1985 - Hommage, doc
- 1985 - Fievre jaune taximan, cm
- 1987 - La gifle et la caresse, cm
- 1988 - Bikutsi Water Blues, lm
- 1990 - Le dernier voyage, cm
- 1991 - Mister Foot, doc
- 1992 - Afrique, je te plumerai, doc
- 1994 - La tete dans les nuages, doc
- 1996 - Clando, lm
- 1999 - Chef, doc
- 2000 - Vacances au pays, doc
- 2002 - Le mariage de Alex, doc
- 2004 - La malentendu colonial, doc

## Riconoscimenti
- 1986 – Festival international du court métrage de Clermont-Ferrand
  - Mention Spéciale du Jury Compétition internationale a Fièvre jaune taximan